# Humaitá (Rio de Janeiro)
Pour les articles homonymes, voir Humaitá.
Humaitá est un quartier de la zone sud de la ville de Rio de Janeiro au Brésil. Il s'agit d'un quartier résidentiel de classe moyenne aisée, voisin des quartiers de Botafogo, Jardim Botânico et Lagoa.

## Histoire
Le nom provient de la bataille d'Humaitá qui a eu lieu durant la guerre de la Triple Alliance au sud du Paraguay. Avant même la colonisation, les indiens donnaient le nom d'Itaóca à la zone, en raison d'une grotte qui existe toujours dans la rue Icatu.
Le quartier est l'un des seuls de la ville de Rio à avoir conservé de petites habitations dont un grand nombre ont été inscrites au patrimoine de la ville. Toutefois, il a tendance de plus en plus à se confondre avec le quartier de Botafogo par de nombreuses voies d'accès rapprochant les deux quartiers.
Depuis plusieurs années, le quartier développe également une grande activité nocturne, notamment grâce à l'ouverture de nombreux bars. Plusieurs zones désaffectées ont en effet été rénovées pour permettre l'ouverture de bars modernes et plus traditionnels destinés à recevoir des cariocas de tous les quartiers de la ville. Des salles de moyenne capacité ont également été ouvertes pour accueillir des représentations artistiques ou musicales.